# Gegè Di Giacomo
Gennaro Di Giacomo, conocido como Gegè (Nápoles, 14 de enero de 1918-Nápoles, 1 de abril de 2005), fue un baterista y cantante italiano.

## Biografía
Nieto del poeta Salvatore Di Giacomo, comenzó a tocar el bombo y platillos a una edad muy temprana junto con su hermano Giuseppe, llamado Pino, que tocaba el redoblante, antes de tener un  batería propio a los diez años y ser contratado en cine Sansone para tocar en vivo la banda sonora de las películas mudas proyectadas (como  El gran desfile , que tenía como trama la Primera Guerra Mundial), aprendiendo el arte, que pronto vendría bien, de inventar sonidos, ruidos y encontrar de cada objeto que pudiera ser golpeado.
Durante la Segunda Guerra Mundial, después de haber realizado el servicio militar con el famoso compositor Antonio Vian, en la 31.ª Infantería en el Arenaccia, apareció en la orquesta de Gino Campese, Nello Segurini, Armando Del Cupola y Gino Conte. En 1949 se enteró de que el joven pianista Renato Carosone había sido invitado a formar un trío para un nuevo club en Nápoles, el Shaker Club. La fecha de apertura estaba prevista para el 28 de octubre. Gegè se presentó en el hotel Miramare, donde Carosone estaba ensayando con el guitarrista holandés Peter Van Wood, sin batería, diciendo que la había llevado a chrome. Carosone y Van Wood, decepcionados, empezaron a dudar de la vigencia de Gegè, que lo intuía todo y para despejar dudas improvisó una batería casera con una silla de madera, una bandeja, tres vasos de diferente tamaño y  tonalidad, dos clavijas, una silbido. Así nació el trío Carosone, que marcaría un punto de inflexión en la historia de Canción napolitana.
El primero de los exitosos discos del trío, grabado para  Pathé, presentó  ¡Oh! Susanna  y  Scalinatella , interpretadas por Renato Carosone y Gegè Di Giacomo y cantadas por Peter Van Wood, quien en 1952 dejó a la pareja para seguir una carrera como solista. Gegè, por otro lado, se mantuvo al lado de Carosone, quien agregó a otros músicos para formar su propia agrupación musical, que se definió completamente en la segunda mitad de la década de 1950 "Carosone Complex".
Muchas de las canciones de Carosone nacieron de la larga colaboración con la letrista Nisa y el mérito del extraordinario éxito internacional de ellas fue también de las actuaciones humoristas de Gegè, a menudo concluido con la participación total de la audiencia. Una tarde, en el  Caprice  en Milán, Carosone quería un ambiente especial para presentar  La pansè , y Gegè gritó de repente: " ¡CantaNapoli! ¡Nápoles en flor! ' '", encontrando su grito de batalla, que se adaptaba perfectamente a todas las piezas que interpretaba, la mayoría narradas en primera persona, como' 'Pigliate' na pastiglia  ("  ¡Napoli in farmacia!  ") ,  T'è piaciuta?  (" Napoli matrimoniale! ") y  Caravan petrol' '("' 'Napoli petrolifera! ' '") . ,
En otoño de 1957, después de una larga serie de conciertos en Europa, el Complejo Carosone aterrizó en Cuba, inaugurando una memorable gira americana. Después de Caracas y Río de Janeiro, el 6 de enero de 1958 el grupo de Renato Carosone aterrizó en Carnegie Hall en Nueva York, hasta entonces reservado para música clásica, con una excepción hecha solo para el clarinete jazz del legendario Benny Goodman, que había presentado su cuarteto en 1938.
Después de la sorprendente retirada de Carosone el 7 de septiembre de 1959, Di Giacomo se lanzó a la aventura en solitario durante un tiempo, mirando el Festival de Nápoles de 1961 (donde cantó  Whole familia , repetido por Aurelio Fierro, que terminó tercero y  Pi-rikì-Kukè , repetido por Gloria Christian) y 1962 (donde cantó  Chin ' 'e fuoco' ', repetido por Cocky Mazzetti y' 'O' Monument , repetido por Carla Boni) y formando su propio grupo, pero no tuvo mucho éxito y él también decidió despedirse del mundo del entretenimiento, haciendo solo una aparición junto a su viejo amigo Renato después de su regreso el 9 de agosto de 1975.
Enfermo de tumor en los años 1990, regresó a Nápoles después de vivir durante cuarenta años en Milán (donde se había sometido a una delicada operación) y Renato, temiendo por él escribió y le dedicó la canción  Addò sta Gegè , pero en cambio lo precedió por cuatro años, falleciendo en su casa Roma el 20 de mayo de 2001 y esta última canción vio la luz solo póstumamente.
Di Giacomo estaba muy entristecido por la desaparición de su viejo amigo, pero no pudo asistir a su funeral debido a sus problemas de salud, a los que también se sumó una fuerte depresión. En 2003, obligado a silla de ruedas, recibió del Presidente de la Región Campania Antonio Bassolino y del concejal Teresa Amato el Premio Carosone en su casa en Poggioreale, donde murió dos años después, postrado por las secuelas de un derrame cerebral, a la edad de ochenta y siete años.

## Discografía parcial

### Individual
- 1961 - Nero rock / The lady cha cha cha ( Stereo, AS 60.022)
- 1961 - Por dos besos / Mustapha ( Stereo, AS 60.025)  Gegé Di Giacomo y su "Sexteto"  (canta Roberto Abramo)

### Álbum
- 1976 -  Gegé Di Giacomo (Alpha Record, 3027)  Gegé Di Giacomo y su orquesta

## Filmografía
- Maruzzella , dirigida por Luigi Capuano (1956).
- Totò, Peppino y los fanáticos , dirigida por Mario Mattoli (1958).
- Caravan Petrol , dirigida por Mario Amendola (1960).[7]

## Televisión
Gegè Di Giacomo participó en 1961 con su conjunto en la columna publicitaria de televisión  Carosello publicitando el Sasso oil.